# Cia Nova Dança 4
A Cia. Nova Dança 4 nasceu no Estúdio Nova Dança em 1996 como núcleo de improvisação dança-teatro, fruto da parceria entre Cristiane Paoli Quito (direção) e Tica Lemos (preparação corporal). Caracteriza-se pela utilização do diálogo entre diferentes linguagens, como dança, teatro, música, palavra e performance. O diálogo se dá através de estruturas narrativas não lineares e da improvisação como linguagem cênica.  Resoluções de encenação em tempo real. O espetáculo vai se construindo no aqui-agora das interações entre os intérpretes (bailarinos, músicos e atores) e entre estes e o público. A cada apresentação surge um espetáculo diferente, propondo uma criação viva e mutante. 
A Cia. utiliza edifícios e espaços urbanos como lugar de cena, articulando uma ruptura entre palco e platéia, na qual a definição entre um e outro papel não está nas delimitações espaciais, mas no “estado cênico” propondo cumplicidade com o espectador. Textos filosóficos, sociológicos, teatrais e criações instantâneas são utilizados/manipulados.
Treinamento: consciência corporal - união corpo e mente - Ideokinesis, Contato Improvisação, RespiraCAO Sokushin, New Dance, Palhaço e Jogo Teatral, desenvolvendo uma larga escala de disponibilidade e interpretação.
A Cia. e seus integrantes têm em sua trajetória importantes e significativos prêmios, como Shell, APCAs, Bolsa Vitae, Fomento ao Teatro de São Paulo e outros. Já se apresentou em vários estados brasileiros e no exterior, em espaços como a Fundação Gulbenkian, em Lisboa e a Copa Cultural em Berlim. 
Integrantes
- Cristiane Paoli Quito - Direção
- Mauricio Paoli Vieira - Ass. Direção
- Tica Lemos - Preparadora corporal e intérprete-criadora
- Alex Ratton Sanchez - Intérprete-criador
- Cristiano Karnas - Intérprete-criador
- Diogo Granato - Intérprete-criador
- Érika Moura - Intérprete-criadora
- Gisele Calazans - Intérprete-criadora
- Lívia Seixas - Intérprete-criadora

Repertório
- 2009 - O Beijo
- 2008 - Influência – Primeiros Estudos
- 2007 - Experimentações Inevitáveis + Antropofágica 3”
- 2006/2007 - Série Antropofágica
- 2005 - Experimentações Inevitáveis
- 2004 - Vias Expressas
- 2002/2003 - Palavra, a poética do movimento
- 2002 - corpopalavra
- 2001 - Experimentações …
- 2001 - Projeto “Danças na 24”
- 2001 - O Homem Cordial – Projeto “Não Lugar”
- 2001/2002 - Projeto “Brincadeiras de papel” - Intervenções Cênicas
- 2000/2001 - Tempo Real
- 2000 - Performance de Improvisação com Steve Paxton, Lisa Nelson e Renné Gumiel
- 1999/2001 - Acordei Pensando em Bombas...
- 1999 - Ares do Rio
- 1999 - Arcadas
- 1999/2003 - Passeios…
- 1999/2001 - As 10 +
- 1999/2003 - Poetas ao Pé D’ Ouvido
- 1999 - Águas de Março Sobre Lina Bo Bardi
- 1998/1999 - Sincrônicacidade
- 1998/1999 - Miragens
- 1998 - Um Passeio Ao Jardim

Premiações
- 2008 - Programa Municipal de Fomento à Dança – SP 2008/2009 (Projeto O Beijo)
- 2007 - Melhor espetáculo de dança – APCA (Associação Paulista de Críticos de Arte), por “Experimentações Inevitáveis + Antropofágica 3”
- 2007 - Programa Municipal de Fomento à Dança – SP 2007 (Projeto Influência: primeiros estudos)
- 2004 - Programa Municipal de Fomento ao Teatro – SP 2004 (Projeto ENTREMEIOS)
- 2002 - Concepção de Dança – APCA (Associação Paulista de Críticos de Arte), por “Palavra, a poética do movimento“ .
- 2001 - Bolsa VITAE  de Artes  (pesquisa de linguagem), por “Palavra, a poética do movimento“
- 2001 - Melhor Intérprete-Criadora (Tica Lemos) - APCA, com “As 10 +”
- 1999 - Grande Prêmio da Crítica – APCA (pelo conjunto da obra das Cias do Estúdio)[2]
- 1999 - Prêmio APCA, por Acordei Pensando em Bombas
- 1998 - Melhor Espetáculo (Um Passeio ao Jardim) – SESI/SP, tendo ganho também Melhor Bailarina (Tica Lemos) e Melhor Bailarino (Diogo Granato).